# Isobutanol
Isobutanol (nomenclatura IUPAC: 2-metilpropan-1-ol; também conhecido como álcool 2-metilpropílico, entre outros nomes) é um composto orgânico incolor, inflamável com um cheiro característico. Seus isômeros são n-butanol, 2-butanol, e tert-butanol. É classificado como um álcool, e como tal, é largamente usado como um solvente em reações químicas, assim como material de partida em síntese orgânica.
Isobutanol é produzido naturalmente durante a fermentação de carboidratos. Pode também ser um subproduto do processo de decomposição de matéria orgânica.